# 북양군벌

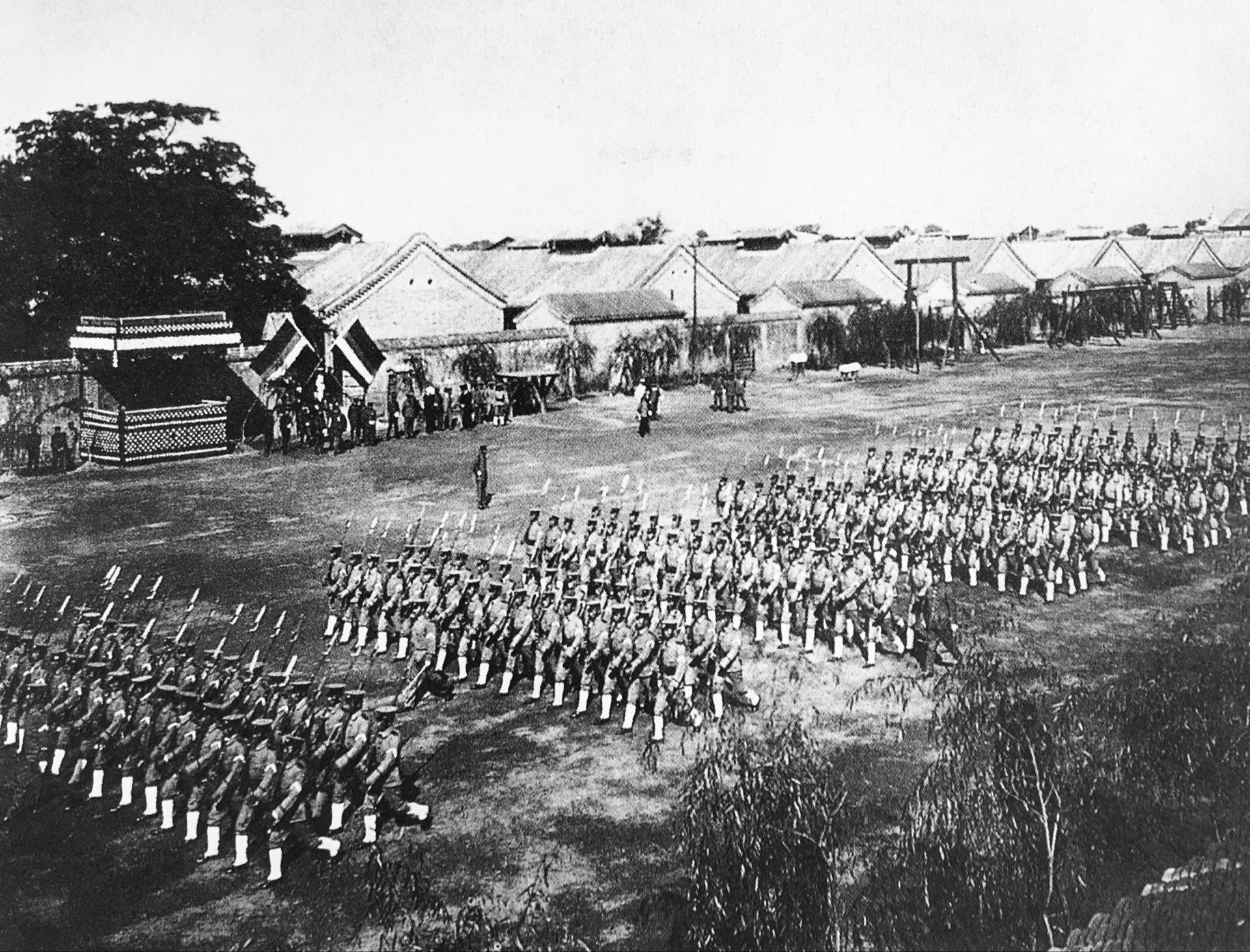
북양군의 훈련 모습

북양군벌(중국어 정체자: 北洋軍閥, 병음: běiyáng jūnfá)은 청나라 말기 북양정부(北洋政府) 시절에 등장한 군벌로 약 30년 이상 중국을 지배하였다. 이홍장(리훙장)(李鴻章)의 직속 군대인 북양군(北洋軍)이 시초이며, 원세개(위안스카이)(袁世凱)를 거치면서 분열하여 다른 지방의 군벌을 압도하였다.

## 기원
북양군벌의 기원은 태평천국의 난이후 안휘성(安徽省)에서 창설된 이홍장의 직속 군대인 북양군이다. 태평천국의 난을 진압하고 북양대신(北洋大臣)에 오른 이홍장은 자신의 직속 군대를 근대화하고 함대를 제조하여 이른바 북양군과 북양함대로 키웠고 이것이 청일 전쟁을 거치면서 중국에서 가장 강력한 군대로 성장했다.
1901년 이홍장이 죽고 그의 자리는 원세개가 대신했는데 바로 이 원세개가 바로 북양군의 실질적인 주인이 되고 그의 부하들이 나중에 군벌 시대로 성장하게 된다. 위안은 청나라의 구식 군대를 현대화하는 데 박차를 가하고 하북성(河北省)을 중심으로 세력을 키웠고 중간에 잠시 군권을 박탈당했으나 다시 복권된다.
1911년 신해혁명이 발발하자  위안은 반란을 진압한다는 명분으로 북양군을 이끌고 베이징을 점령하여 청나라의 군권을 장악했고 손문(쑨원)(孫文)과 타협하여 중화민국(中華民國)의 초대 대총통(大總統)의 자리에 오른다. 그러나 위안이 다시 공화제를 부인하고 전제군주국으로 돌아갈 조짐을 보이자 각지에서 반발하고 북양군 내에서도 몇몇 계파가 반발했다. 손문 등 공화파는 그 남방의 군벌 등과 연합해 그에 대항하고자 했다.

## 북양군의 분열
1916년 원세개가 죽자 북양군은 다음의 3대 계파로 분열했다.
| 군벌이름  | 출신지                                 | 대표인물                                       |
| --------- | -------------------------------------- | ---------------------------------------------- |
| 안휘 군벌 | 안휘성(安徽省)                         | 단기서(돤치루이)(段祺瑞)                       |
| 직예 군벌 | 직례(直隸) (현재의 허베이)             | 풍국장(펑궈장)(馮國璋)                         |
| 봉천 군벌 | 봉천(奉天) (현재의 랴오닝, 둥베이東北) | 장작림(장쭤린)(張作霖), 장학량(장쉐량)(張學良) |

각 군벌 계파는 모두 자체적인 부대로 무장하고 각자의 출신 지방에 할거하면서 중앙 북경 정부에 대한 통제권을 쟁탈하기 위하여 끊임없이 분쟁을 일으켰다. 각 군벌의 이합집산에 따라 중앙 정부의 내각(內閣)도 교체되기 일수여서 1916년부터 1928년 사이 총 38차례의 내각 개편이 있었다. 이러한 군벌의 군웅할거는 일본과 서양 제국주의자들의 이권 개입, 불평등 조약과 맞물려 중국을 더욱 혼란스럽게 하고 외침을 가속화시켰다.
각 군벌들은 외세를 등에 업고 자신의 힘만 키우는 데 혈안이 되어 있었다.

## 북벌과 통일
1924년 손문은 중국에서 전제 군벌을 몰아내고 혁명을 완수하는 데에는 군사력이 필요함을 절실히 느끼고 광주(광저우)(廣州)에서 제1차 국공 합작을 주창, 소비에트 연방의 소련군의 도움으로 황포군관학교(黃埔軍官學校)를 설립하고 국민혁명군을 조직하였다.
1926년 장개석(장제스)(蔣介石)이 이끄는 국민혁명군은 군벌 타도를 위한 북벌(北伐)에 출정하였다. 국민혁명군은 군벌의 폭정에 신음하던 민중의 절대적인 지지와 중국 공산당의 도움으로 직례 군벌, 안휘 군벌을 차례로 붕괴시켰다. 북경은 다시 국민당 정부의 손으로 돌아왔고 1928년 봉천군벌인 장학량도 만주에서 일제에 밀려 장개석에게 의탁함으로 북양군벌의 할거 혼란 시대는 끝나고 중국은 통일되었다.

## 참고 서적
- 이윤섭 (2010년 12월 5일). 《객관적 20세기 전반기》. 필맥. ISBN 9788991071827.[쪽 번호 필요]

## 같이 보기
- 군벌
- 군벌 시대
- 위안스카이
- 북양 정부